# Фрешвотер (Коросаль)
Фрешвотер (англ. Freshwater Creek) — річка в окрузі Коросаль (Беліз). Довжина до 20 км. Свої води несе до Карибського моря, зокрема в затоку-бухту Четумаль, впадаючи до озера Проґрессо (Progresso Lagoon), але, витікаючи з нього, вже має додаткове наймення (на честь одного з політичних лідерів країни) — Сан-Хуан Канал (San Juan Canal).
Протікає територією округу Коросаль, поруч поселень: Проґрессо (Progresso) та Літтл Беліз (Little Belize). Річище неглибоке з невисокими берегами, в'ється по болотяній низині, при впадінні до озера утворює просте гирло.